# Minszki Autógyár
A Minszki Autógyár Nyilvánosan Működő Részvénytársaság, rövidített formában MAZ (fehéroroszul: Адкрытaе Акцыянэрнaе Таварыства «Мінскі аўтамабільны завод», oroszul: Минский автомобильный завод Minszkij Avtomobilnij Zavod) Fehéroroszország legnagyobb autógyártó vállalata. Székhelye az ország fővárosa, Minszk.

## Története

### A kezdetek
A szovjet Állami Védelmi Bizottság 1944 augusztusában meghozott döntését követően a második világháború befejezése után nem sokkal már megindították az üzemben a termelést. Nem csak maga a gyár, hanem a teljes infrastruktúra is rövid idő alatt épült fel. Lakóépületeket, üzleteket, orvosi rendelőket, mozikat stb. építettek a MAZ üzem közvetlen közelében, biztosítva a dolgozóknak a helyi (bár korlátozott) szükségleteket. Számos építkezésen a német hadifoglyok együtt dolgoztak a belorusz építőmunkásokkal. Ezen épületek többsége még ma is használatban van.

### A gyár aranykora
Az első MAZ-modell, a MAZ-200 1949-ben került forgalomba. Ebben a teherautóban még a General Motors által tervezett kétütemű motorokat használták, és a Jaroszlavli Motorgyár (JaMZ) által kifejlesztett teherautó folytatása volt, amely szintén gyártotta a motorokat. Később a JaMZ saját motorokat fejlesztett ki, amit felhasználtak a MAZ-500 sorozatba, amelyet először 1955-ben mutattak be, de a teljes sorozatgyártást csak 1965-ben kezdték el. 1954-ben hozták létre a gyárhoz tartozó SZKB-1 tervezőirodát, amely a tüzérségi vontatók és azok motorjainak fejlesztésével foglalkozott. Nehéz tehergépjárművek, buszok, trolibuszok, közúti traktorok és teherautók, valamint daruk gyártását is végezték a gyárban. A MAZ volt a világ legnagyobb mobil ballisztikus rakétaindító-platform gyártója, kezdve a széles körben elterjedt MAZ-543-tól, amelyet a hírhedt Scud B rakéták szállítására és elindítására használtak, a legutóbbi Topol M-ekig bezárólag. A szovjet idők végén a MAZ volt a legnagyobb nehéz teherautók gyártója a Szovjetunióban, és egyes kamionkategóriákban is az egyetlen, aki képes volt leszállítani ekkora járműveket.

### A Szovjetunió felbomlása után
1991-ben szétesett a Szovjetunió, ami után a MAZ termelése jelentősen csökkent, amint ez történt a rendkívül iparosodott Fehéroroszországban működő többi nagyvállalattal is, amelyek korábban az óriási ország tekintélyes igényeihez igazodtak. A nehéz katonai vontatók gyártását leválasztották, és MZKT néven gyártották tovább, a polgári felhasználású járművek pedig 1992-től VOLAT néven kerülnek forgalomba. A tömegközlekedési járművek gyártásának 1995-ös bevezetése a vállalat diverzifikációjának következménye, ezzel próbáltak további piacot találni a fennmaradáshoz.

## A MAZ-MAN
1997-ben a gyár a német MAN-nal együttműködve megalapította a közös belorusz-német MAZ-MAN vegyesvállalatot. A cég 1998-ra az 1986-ban bevezetett és 1994-ben lecserélt F90 MAN fülkék felhasználásával megkezdte új tipusú nehéz járművek teljes körű gyártását. Mivel a kabinok gyártásához hatalmas, drága eszközök kellenek, így megéri a már meglévő formadarab újrahasznosítása. A kitűzött cél a 4x2 és 6x4 alvázelrendezésű vontatók nemzetközi piacra szánt gyártása volt, de az Európai Unió károsanyag-kibocsátási szabályozása tönkretette ezt a tervet. A MAZ-MAN alapjára többek között betonkeverőket, üzemanyag-szállító járműveket, platós teherautókat, billenőplatós teherautókat, homlokrakodókat stb. gyártottak. A belorusz-német cég megmutatta annak az előnyeit, ha a két ország autógyártói képesek ötvözni a képességeiket és tapasztalataikat. Az azonos osztályú és minőségű európai modellekhez képest a MAZ-MAN termékek átlagosan 30%-kal olcsóbbak. A kezdetekben a MAZ-MAN termékek 98%-a felelt meg az Euro-3 követelményeknek, míg az EU-ba történő eladáshoz legalább az Euro 5-re, 2014-ig pedig már az az Euro-6-ra lett volna szükség. 2004-ben a közös vállalkozás 272 járművet gyártott, ami 45%-kal haladta meg a 2003-as termelést, ami viszont 50%-kal volt több a 2002-es évhez képest. 2005. november 28-án a MAZ-MAN eladta az első 1000 MAZ-MAN vontatót az ügyfelek számára. A gyár 2020-ra évi 3000 autót gyárt, és a többsége már Euro-4 és Euro-5 kategóriájú. Az Euro VI-os kibocsátási norma 2014-től kötelező az Európai Unióban újonnan forgalomba helyezett haszonjárművek számára. A fehéroroszok egy konkurens gyártó, a Mercedes-Benz motorjával és ZF-váltóval szerelt járművekkel terveznek belépni ebbe a kategóriába, 2020-ban már teszt alatt álltak az új járművek prototípusai. A MAZ tájékoztatása szerint első ízben háromféle, 300 lóerő feletti teljesítményszinteken lesznek elérhetők a német blokkokkal készülő Euro VI-os járművek.

## A MAZ által gyártott járműtípusok

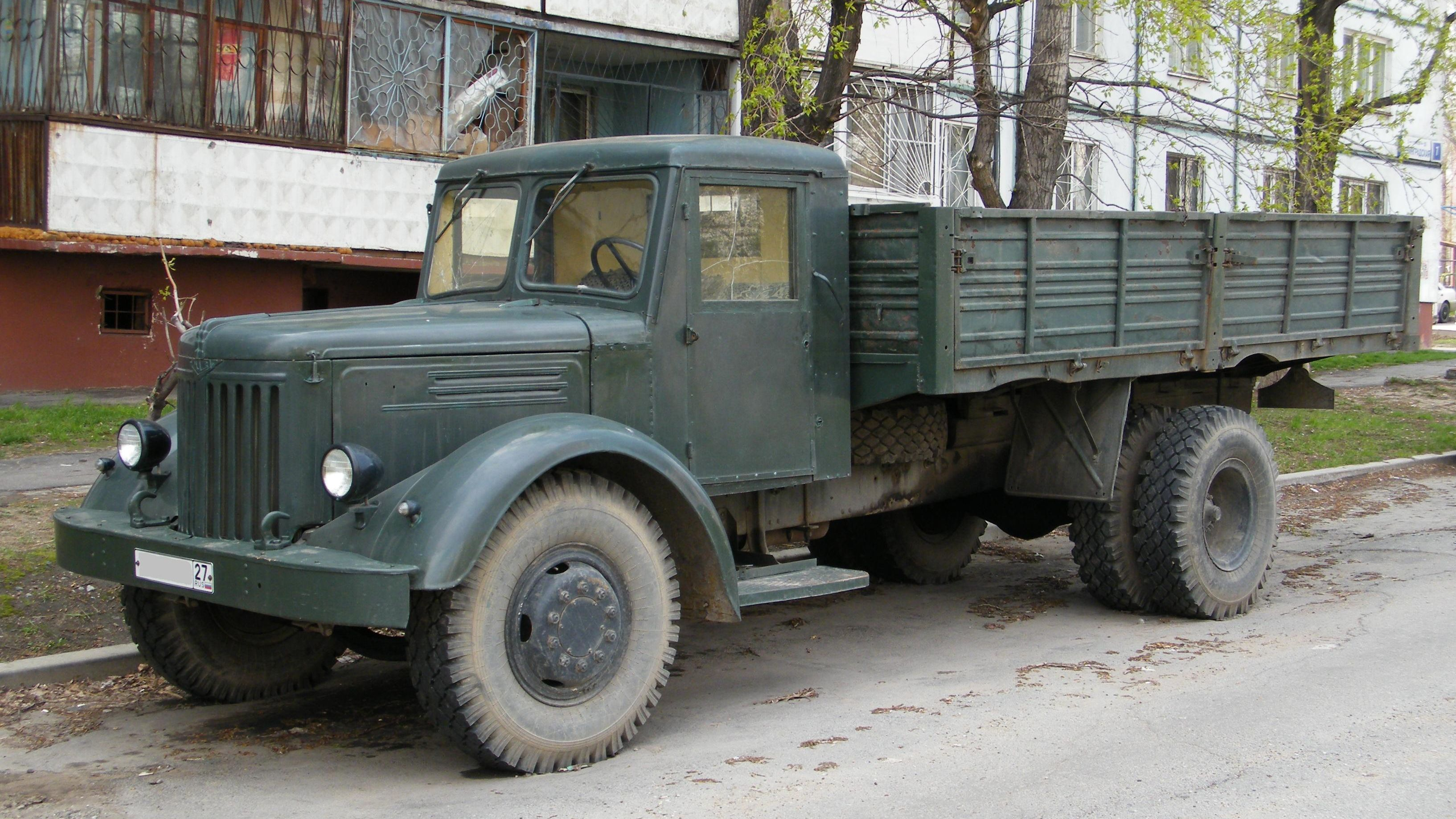
MAZ-200

### Teherautók

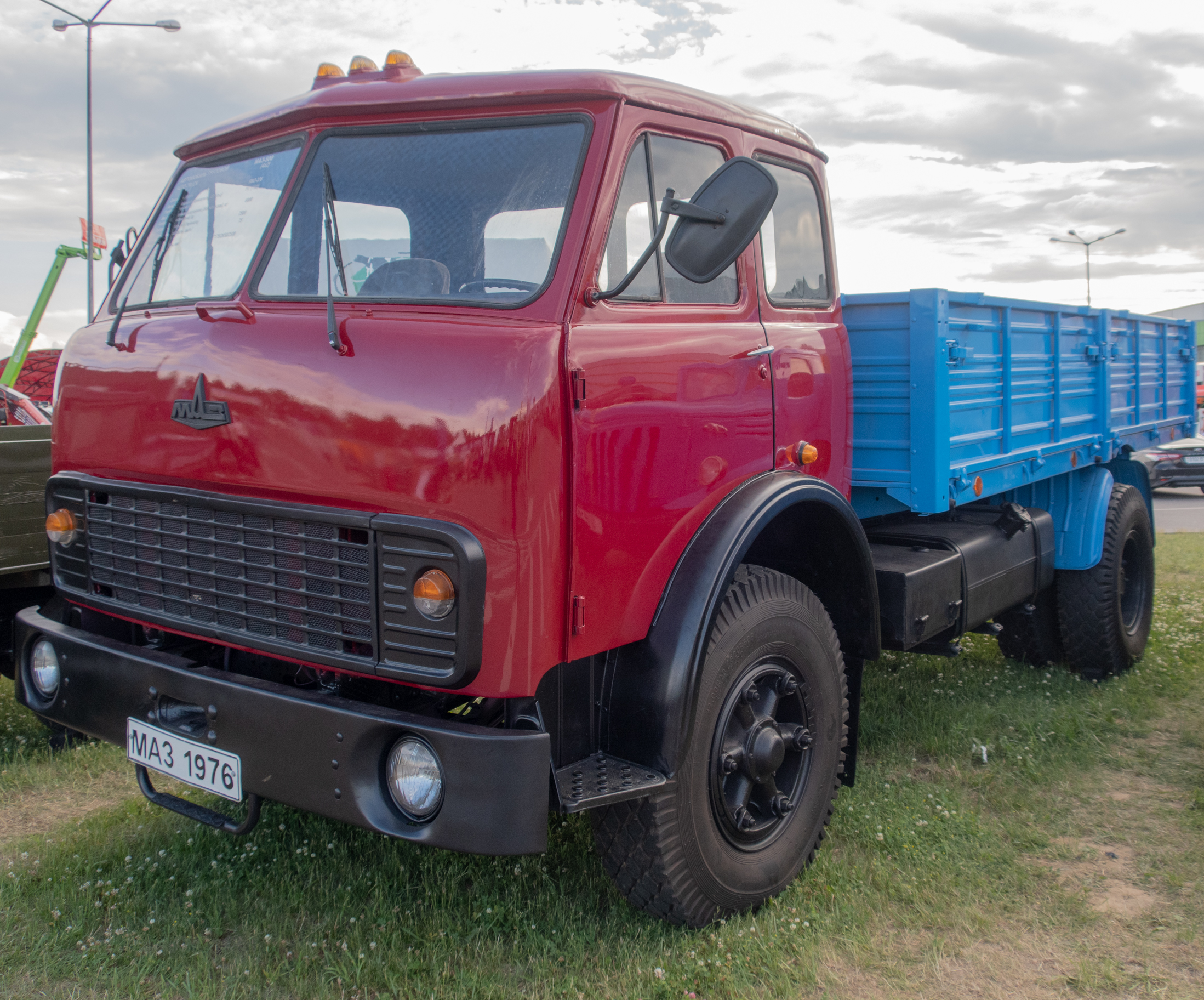
MAZ-500

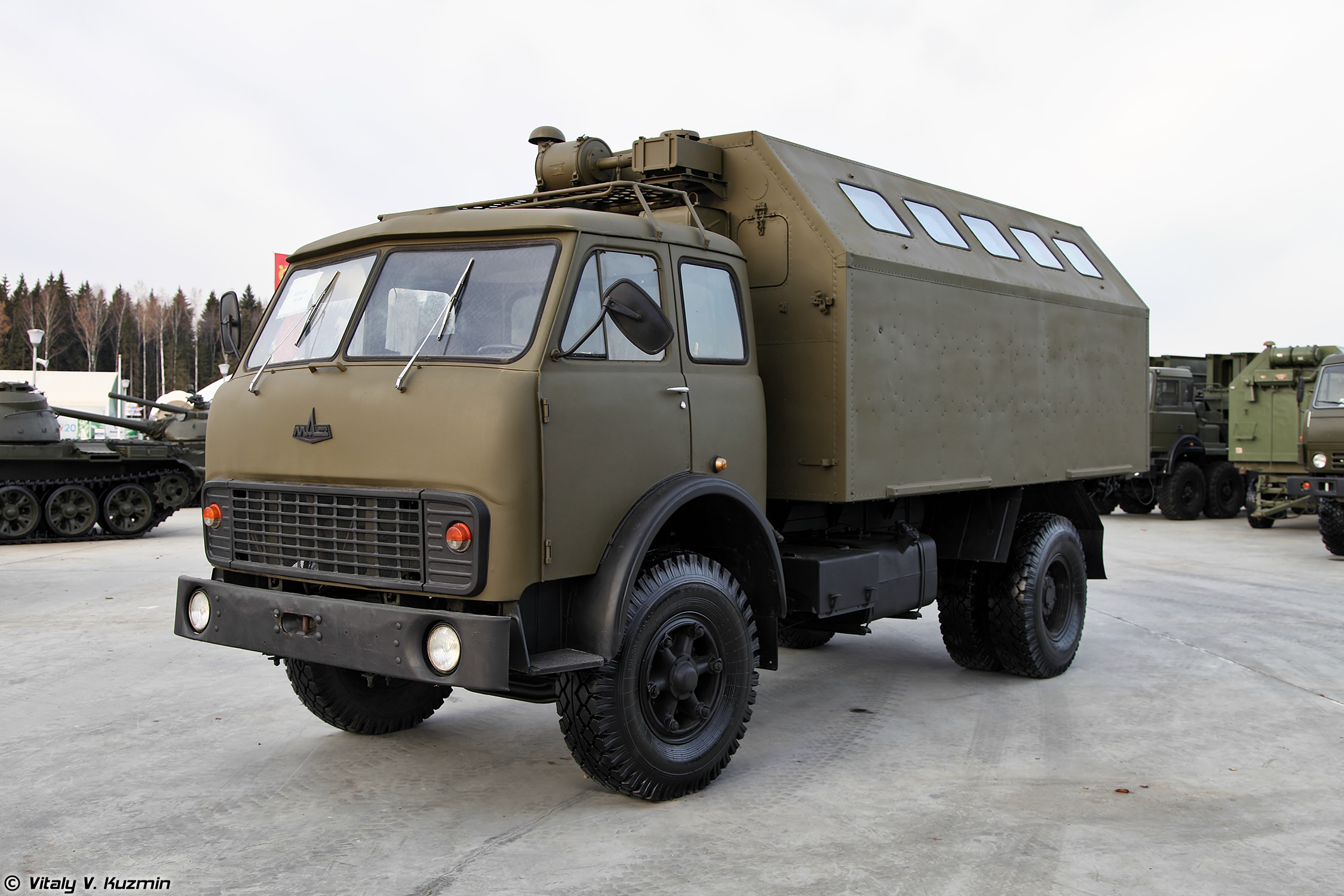
MAZ-5334

- MAZ-200 (1950, korábban a JaMZ által gyártva 1947-1950 közt)
- МАZ-200V (1952, a MAZ-200 vontató változata)
- МАZ-205 (1950, a MAZ-200 dömper változata)
- МАZ-500/MAZ-500A (1965)
- MAZ-501 (1955, a MAZ-200 fakitermelő változata)
- МАZ-501V (a MAZ-501 vontató változata)
- МАZ-502 (1957, a MAZ-200 4x4 változata)
- МАZ-502V (a MAZ-502 vontató változata)
- МАZ-503/MAZ-503A (1958, a MAZ-500 dömper változata)
- MAZ-504/MAZ-504A/MAZ-504B nyerges vontató (1965-1977)
- МАZ-505 (1962, a MAZ-500-on alapuló 4x4-es változat)
- MAZ-506 (1954, a MAZ-205-ön alapuló dömper változat)
- МАZ-509 (1969, a MAZ-500 fakitermelő változata)
- MAZ-510 (1965, a MAZ-503-on alapuló dömper változat)
- МАZ-511 (a MAZ-500 dömper változata)
- MAZ-512/MAZ-500C (a MAZ-500 hideg éghajlatra tervezett típusa)
- MAZ-513/MAZ-500YU (a MAZ-500 forró éghajlatra tervezett típusa)
- MAZ-514 (1969, 3 tengelyes prototípus)
- МАZ-515 (1965, 3 tengelyes prototípus)
- МАZ-516 (1969)
- MAZ-520 (1972, MAZ-504 alapú prototípus)
- MAZ-525 (1951, a BelAZ által gyártva)
- MAZ-528 (1955, kerekes dózer prototípus)
- МАZ-529 (1955, a MoAZ gyártotta 1958-tól)
- MAZ-530 (1957, a BelAZ által gyártva)
- MAZ-532 (1957, fakitermelő prototípus)
- MAZ-535 (1958)
- MAZ-537 (1959)
- MAZ-538 (1964, kerekes dózer)
- MAZ-541 (1956, a MAZ-525-ön alapuló repülőgép-szállító)
- МАZ-543/МАZ-7310 (1962)
- MAZ-547/MAZ-7916 (1972)
- MAZ-2000 (1988, prototípus)
- МАZ-4370 (1999)
- МАZ-4371 (2003)
- МАZ-4380 (2010)
- МАZ-4471 (2006)
- МАZ-4570 (2002)
- МАZ-5309 (2008)
- MAZ-5316 (1999, a MAZ-6317 kéttengelyes változata)
- MAZ-5334
- MAZ-5335 (1977)
- МАZ-5336 (1978)
- МАZ-5337 (1978)
- МАZ-5340 (2002)
- MAZ-5428 (1977)
- MAZ-5429 (1978)
- MAZ-5430 (1977)
- МАZ-5432 (1981)
- МАZ-5433 (1987)
- МАZ-5434 (1990)
- МАZ-5440 (1997)
- МАZ-5442
- МАZ-5516 (1994?, a MAZ-6303-on alapul)
- MAZ-5549 (1978)
- MAZ-5550 (2006)
- МАZ-5551 (1985)
- МАZ-6303 (1990-es évek)
- МАZ-6310 (2007)
- МАZ-6312 (2007)
- МАZ-6317 (1991)
- МАZ-6417
- MAZ-6418
- МАZ-6422 (1978)
- МАZ-6425 (a MAZ-6317 vontató változata)
- МАZ-6430 (1997)
- MAZ-6440 (2011, prototípus)
- МАZ-6501 (2008)
- МАZ-6516
- МАZ-6517 (1994)
- МАZ-7410 (a MAZ-543-on alapul)
- MAZ-7904 (1982, prototípus)
- МАZ-7906 (1984, prototípus)
- MAZ-7907 (1985)
- МАZ-7910 (a MAZ-543-on alapul)
- МАZ-7912 (1977)
- MAZ-7917 (1984)
- MAZ-7922 (1990, prototípus)
- MAZ-79221 (1996, később az MZKT gyártotta)

### Buszok

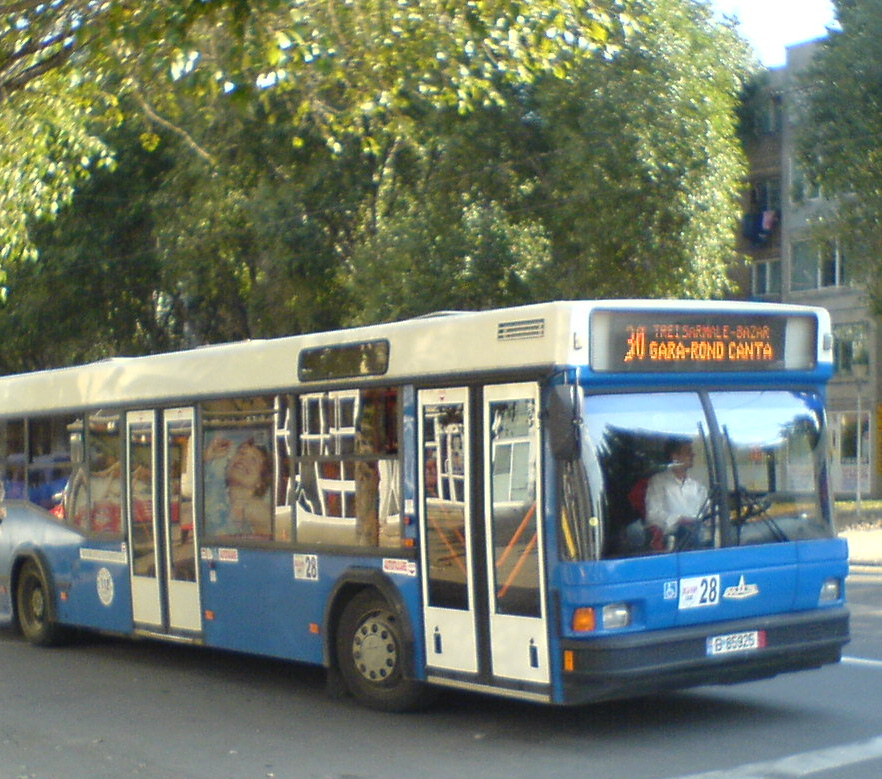
MAZ-103

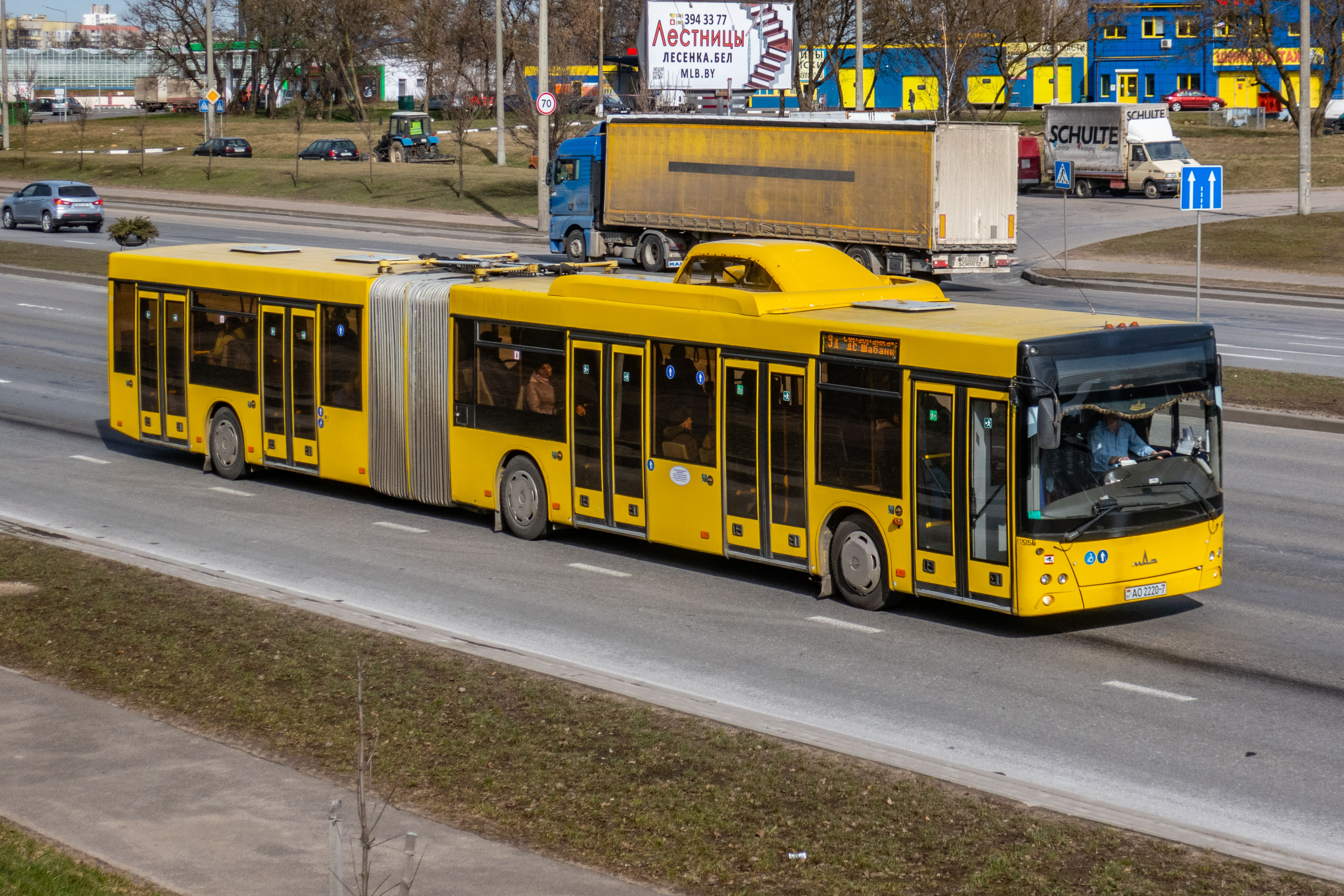
MAZ-215

- MAZ-101 (1993, a Neoplan N4016-on alapul)
- MAZ-103 (1996, a MAZ-101-en alapul)
- MAZ-103T Trolibusz (1999)
- MAZ-104 (1997, a MAZ-103-on alapul)
- MAZ-105 csuklósbusz (1997, a MAZ-103-on alapul)
- MAZ-107 három tengelyes (2001, a MAZ-103-on alapul)

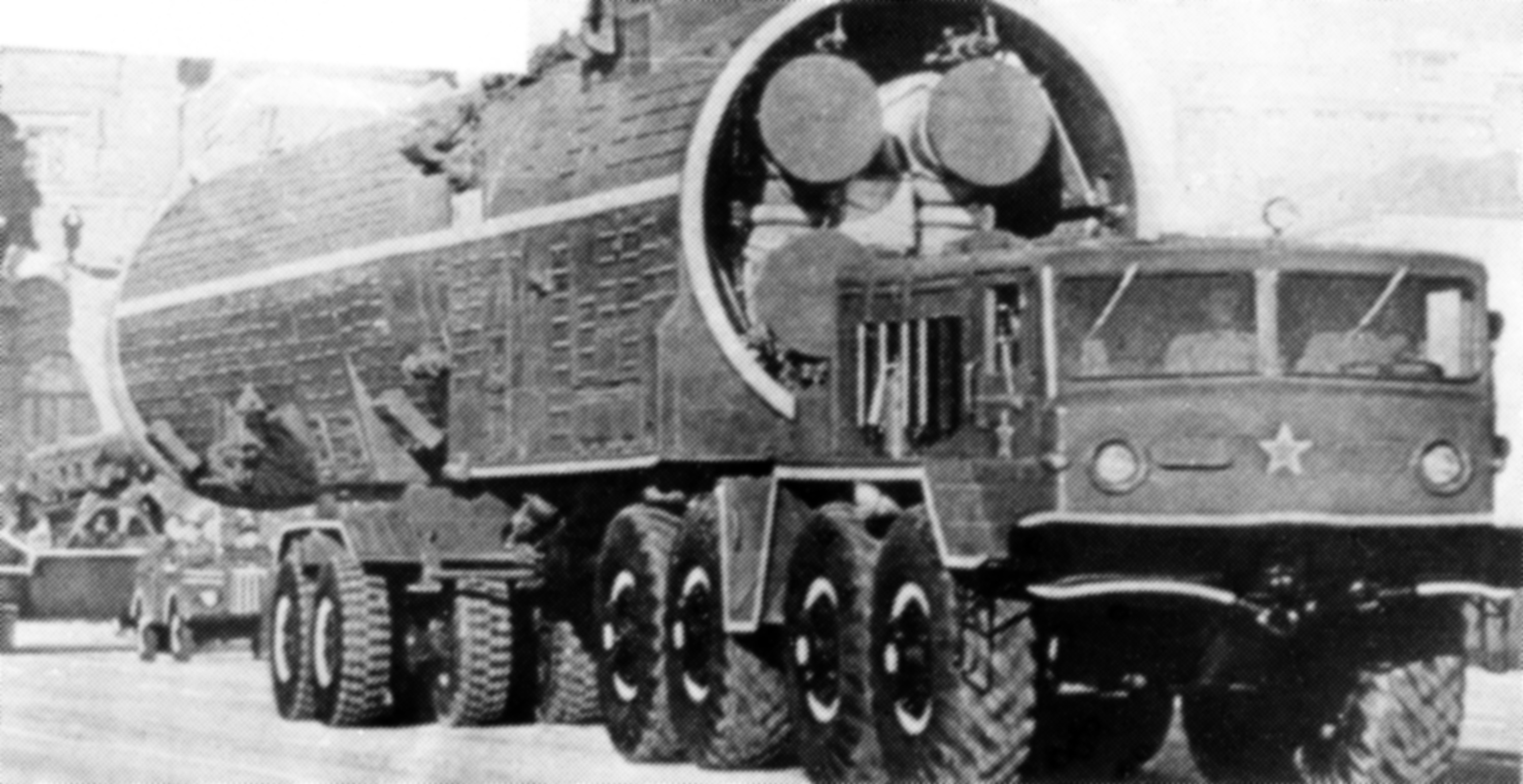
MAZ-537

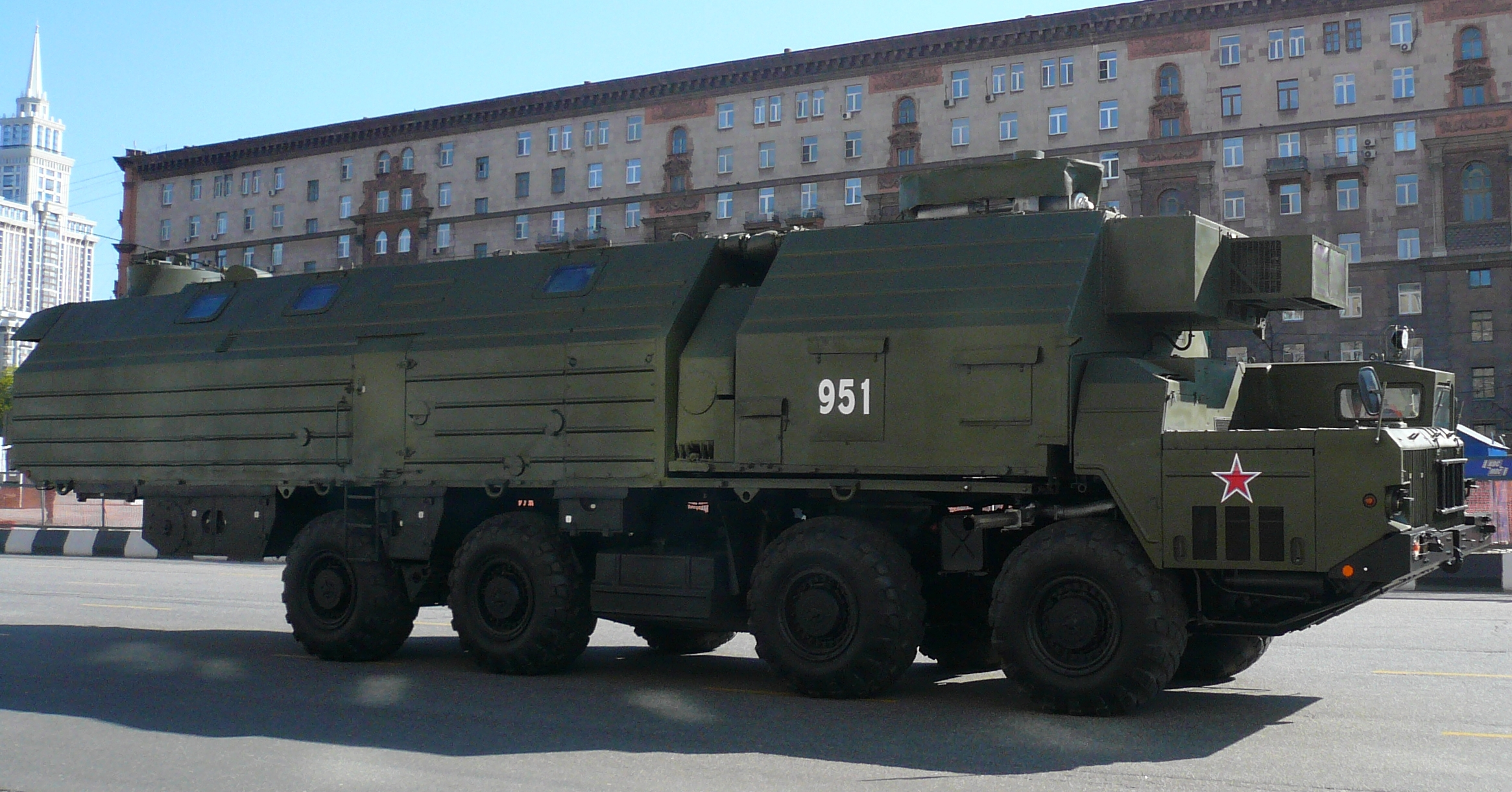
MAZ-543

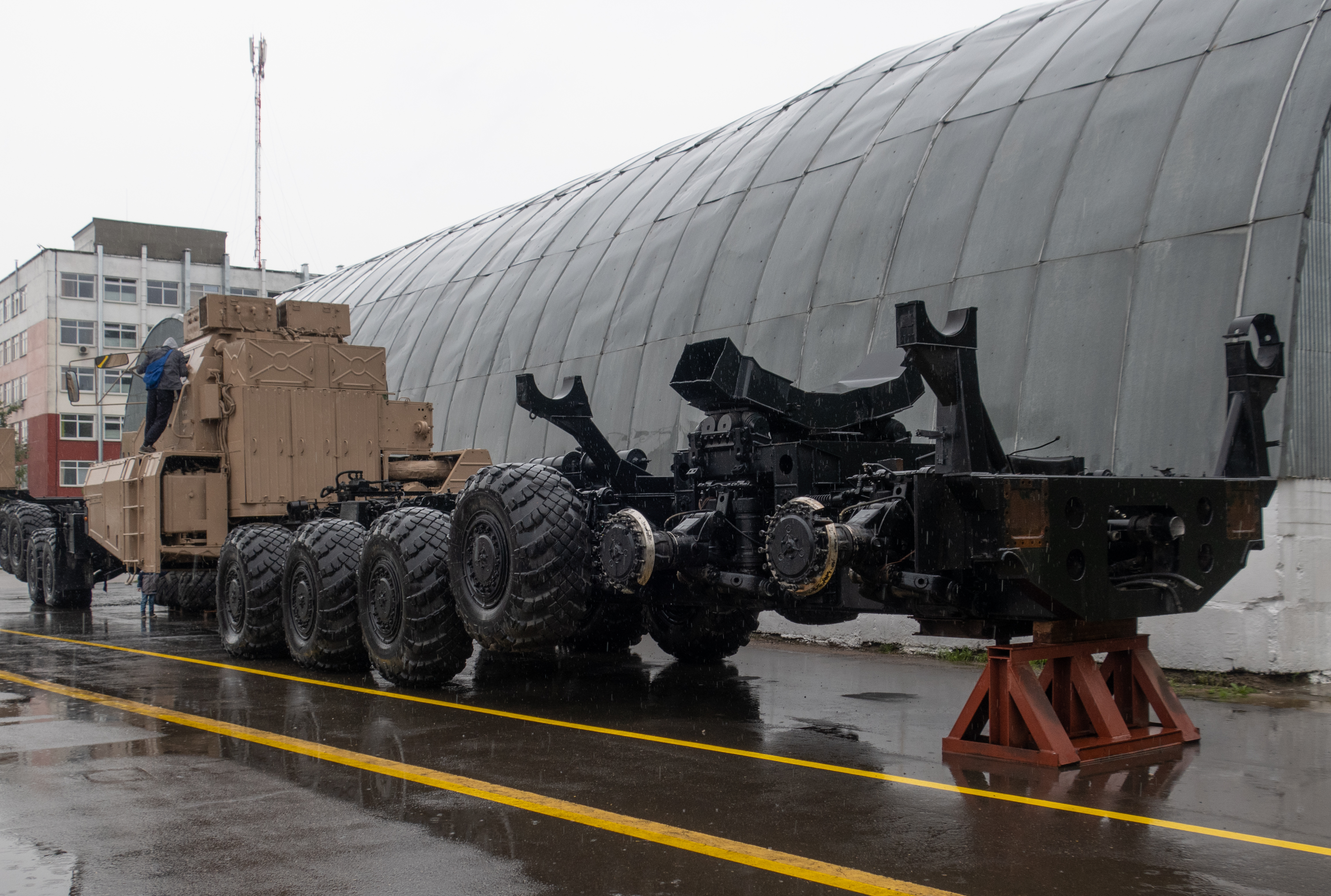
MAZ-7907 felújítás alatt

- MAZ-152 városi busz (1999)
- MAZ-163
- MAZ-171 reptéri busz (2005)
- MAZ-203 Omnibus (2005)
- MAZ-205 (2009)
- MAZ-206 (2006)
- MAZ-207
- MAZ-215
- MAZ-226 (2007)
- MAZ-231
- MAZ-241
- MAZ-251 (2006)
- MAZ-256 (2006)

### Különleges típusok
- MAZ-535/MAZ-537 - A MAZ-535 és a nehezebb változata, a MAZ-537 a korai 1960-as években lettek kifejlesztve és megépítve. Feladatuk különféle rakéták és tankok szállítása volt.
- MAZ-543 - A MAZ-543 a MAZ-537-hez hasonlóan különféle közép és nagy hatótávolságú rakéták szállítására tervezték. Leginkább a Scud rakéták mobil indítóállásaként lett ismert. Különféle változatai készültek, mint a MAZ-547 az SS-20 rakétákhoz, vagy a MAZ-7917 a Topol interkontinentális rakéták indítására.
- MAZ-7904 - A MAZ-7904 a legnagyobb kerekes jármű, amelyet a Szovjetunió hadserege számára építettek. A 12 kerekű járművet saját 140 tonnás tömege mellett további 220 tonna hasznos teher szállítására tervezték, így együttes tömege a 360 tonnát is elérhette. Szélessége 6,8 m, magassága 3,45 m, hossza pedig 32 m. Az abroncsokat a japánoktól rendelték, és a Bridgestone gyártotta a speciális kerekeket. Fő motorja egy M350-es, V12-es dízel 1500 lóerős teljesítménnyel, valamint egy V8-as YaMZ-238 további 330 lóerővel. A prototípust 1982-ben készítették el az RT-23-as interkontinentális ballisztikus rakéták szállítására és indítására, de sosem állították szolgálatba. 2007-ben egy bajkonuri hangárban találták meg.[6]
- MAZ-7907 - A MAZ-7907 interkontinentális ballisztikus rakéták szállítására tervezett jármű, melyet 1985-ben terveztek és csak 2 prototípus épült belőle. Különleges 12 tengelyes, 24 kerekű kialakítása a világ legtöbb tengellyel rendelkező autójává tette. A szélessége 4,8 m, magassága 9 m,hosszúsága 30 m, a saját 200 tonnás tömege mellett további 220 tonna hasznos terhet szállíthatott 40 km/h-s sebességgel. Hibrid meghajtással rendelkezett, az 1250 LE teljesítményű gázturbina erejét generátorok és villanymotorok adták át. A Szovjetunió széthullása után hídelemek és hajók szállítására használták őket. További sorsuk ismeretlen.[7]

## Fordítás
- Ez a szócikk részben vagy egészben  a   Minsk_Automobile_Plant című angol Wikipédia-szócikk ezen változatának fordításán alapul.  Az eredeti cikk szerkesztőit annak laptörténete sorolja fel. Ez a jelzés csupán a megfogalmazás eredetét és a szerzői jogokat jelzi, nem szolgál a cikkben szereplő információk forrásmegjelöléseként.